# Harrow on the Hill
Harrow on the Hill – dzielnica Londynu, leżąca w gminie London Borough of Harrow. W 2011 dzielnica liczyła 12270 mieszkańców.